# Strandpaal

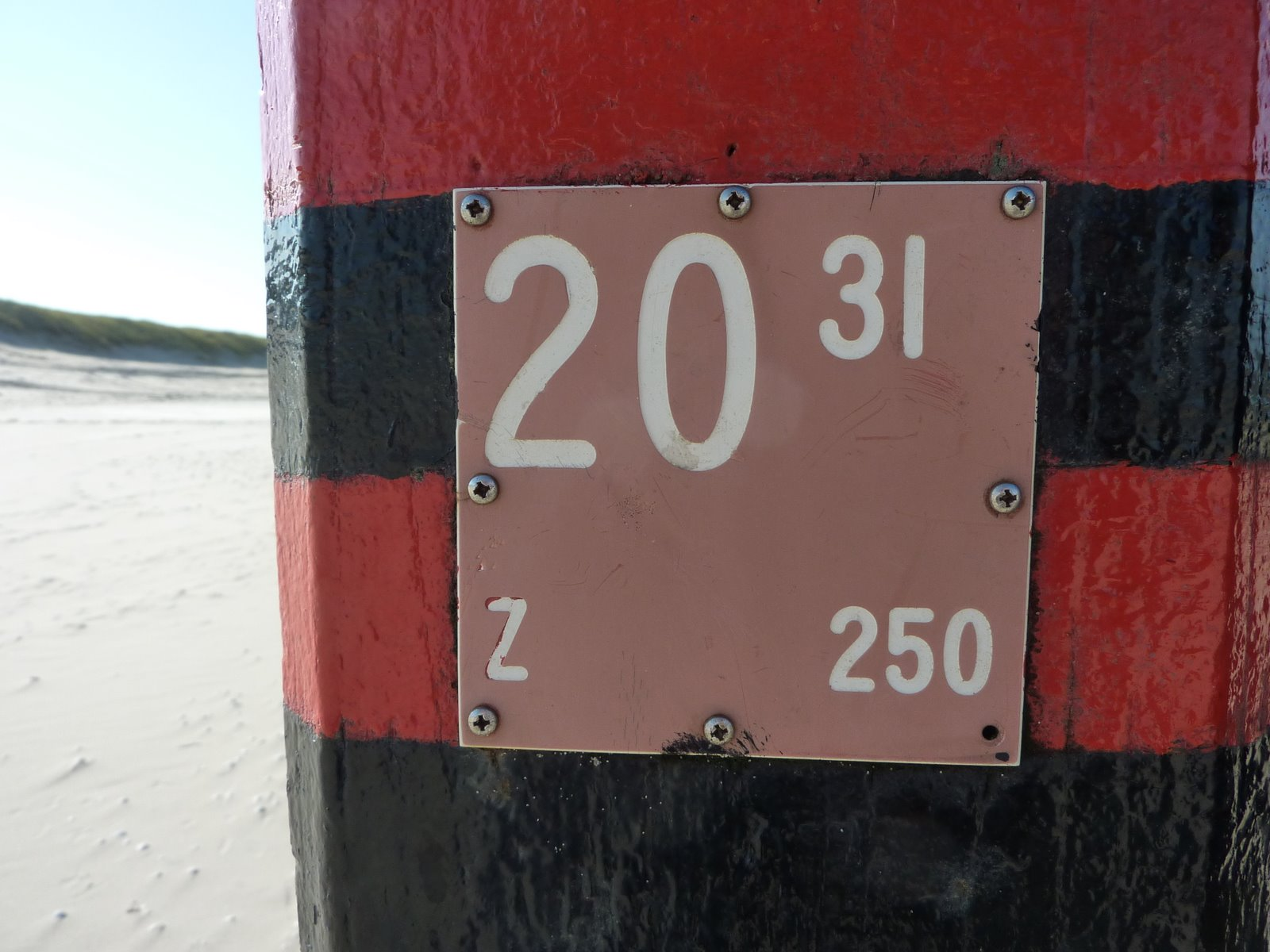
Strandpaal met extra informatie, bij De Koog, Texel

Een strandpaal is een paal die op het Nederlandse strand staat en door Rijkswaterstaat wordt gebruikt om metingen te verrichten, ook recreanten en hulpdiensten kunnen baat hebben bij de strandpalen.
Rond 1843 werden op initiatief van de waterbouwkundige Johan Ortt van Schonauwen langs de kust van Noord-Holland eikenhouten palen geplaatst. De palen waren 25 cm in het vierkant en vier meter hoog. Ze werden om de kilometer geplaatst. Elke paal heeft een nummer beginnend met nummer 0 in Huisduinen tot en met nummer 117 in Hoek van Holland. In 1850 werden ook de Nederlandse Waddeneilanden voorzien van strandpalen. De nummering op Texel start bij paal 6 op strandvlakte De Hors, deze paal staat precies 6000 meter van paal 0 in Huisduinen.
Jaarlijks werd van elke paal in strandboeken enkele gegevens genoteerd zoals de afstanden tot het water en tot de duinen. Tegenwoordig wordt deze informatie in een digitaal bestand (het JarKus bestand) opgenomen. De lijn van palen langs de duinvoet wordt tegenwoordig de Rijksstrandpalenlijn (RSP) genoemd. In het dwarsprofiel ter plekke van deze palen is in 1990 de basiskustlijn bepaald, dit is de norm voor de te handhaven kustlijn. De werkelijke kustlijn (momentane kustlijn) wordt jaarlijks vergeleken met de basiskustlijn. Als het nodig is kan daarna worden overgegaan tot bijvoorbeeld zandsuppletie. Voor deze metingen staan om de 250 meter palen. Op Texel is op de palen de afstand tot de volgende paal te lezen. Naast de ongeschilderde strandpalen zijn er ook palen met een rode, witte, zwarte, gele of blauwe kop.
Op Ameland kwamen strandpalen door verplaatsing van de kustlijn in het water te liggen, deze strandpalen zijn in 2014 verwijderd wegens gevaar voor onder andere garnalenvissersboten.

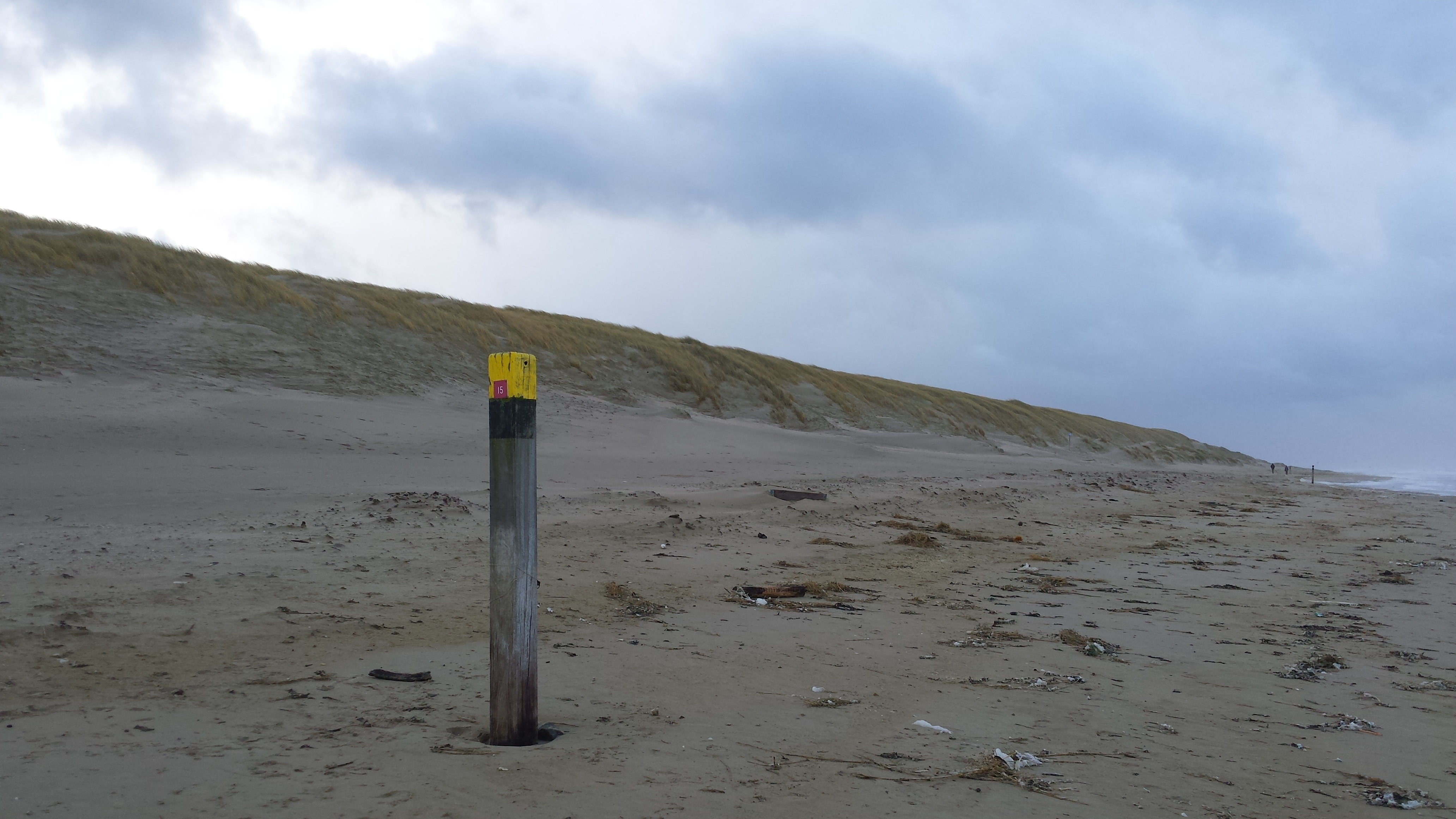
Paal 15 op Texel met gele kop
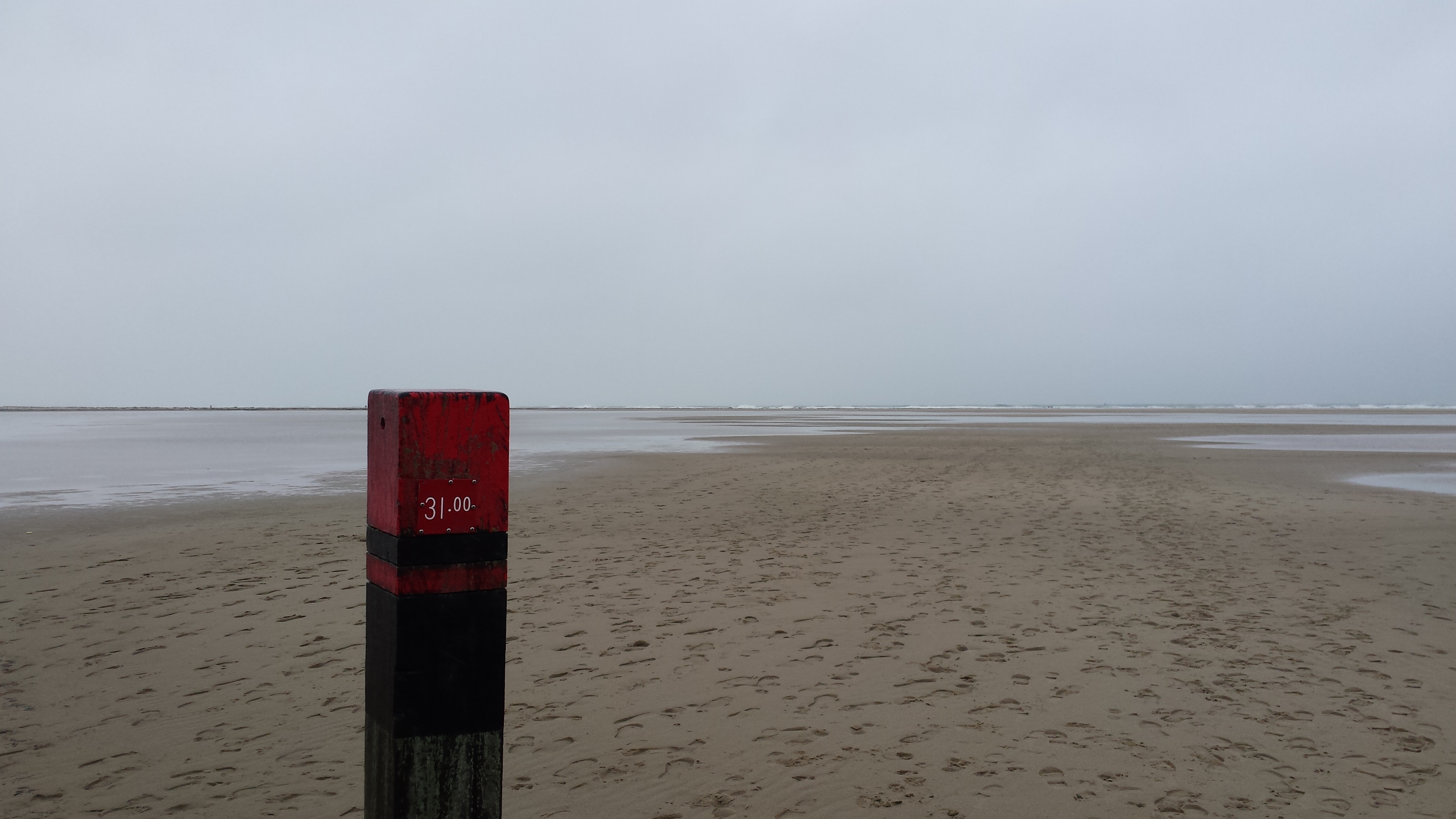
Paal 31, bij de vuurtoren op Texel
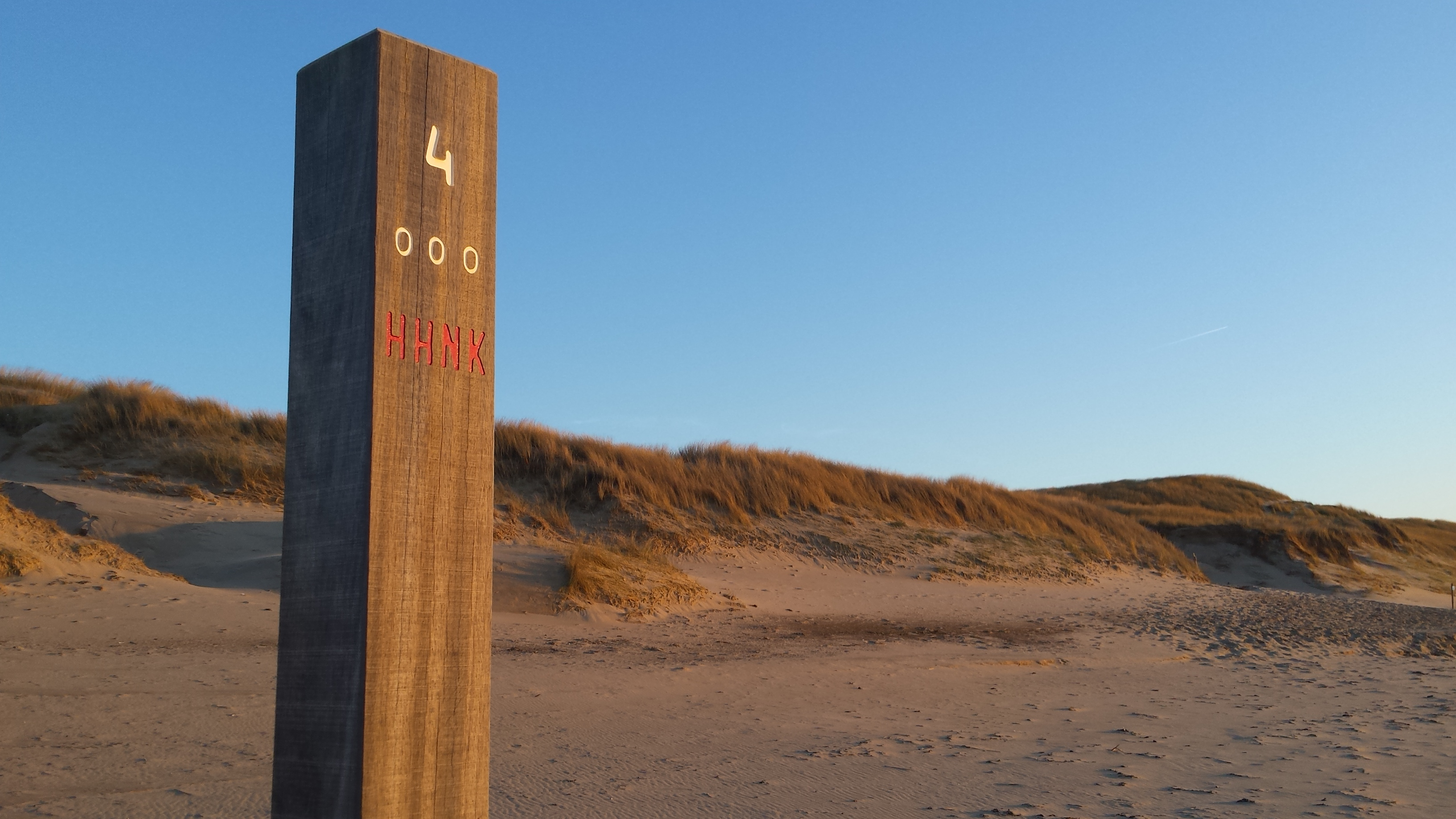
Paal 4 bij Strandslag Falga, Den Helder